# Лорейн (округ Беркс, Пенсільванія)
Лорейн (англ. Lorane) — переписна місцевість (CDP) в США, в окрузі Беркс штату Пенсільванія. Населення — 4236 осіб (2010).

## Географія
Лорейн розташований за координатами 40°17′41″ пн. ш. 75°50′46″ зх. д. / 40.29472° пн. ш. 75.84611° зх. д. (40.294741, -75.845996).  За даними Бюро перепису населення США в 2010 році переписна місцевість мала площу 4,62 км², з яких 4,61 км² — суходіл та 0,01 км² — водойми.

## Демографія
Згідно з переписом 2010 року, у переписній місцевості мешкало 4236 осіб у 1756 домогосподарствах у складі 1220 родин. Густота населення становила 917 осіб/км².  Було 1824 помешкання (395/км²).
Расовий склад населення:
| - 93,6 % — білих - 2,3 % — чорних або афроамериканців - 1,7 % — азіатів |

До двох чи більше рас належало 1,6 %. Частка іспаномовних становила 3,7 % від усіх жителів.
За віковим діапазоном населення розподілялося таким чином: 19,6 % — особи молодші 18 років, 61,6 % — особи у віці 18—64 років, 18,8 % — особи у віці 65 років та старші. Медіана віку мешканця становила 44,8 року. На 100 осіб жіночої статі у переписній місцевості припадало 93,4 чоловіків;  на 100 жінок у віці від 18 років та старших — 92,6 чоловіків також старших 18 років.
Середній дохід на одне домашнє господарство  становив 80 125 доларів США (медіана — 61 793), а середній дохід на одну сім'ю — 88 859 доларів (медіана — 70 408). Медіана доходів становила 50 781 долар для чоловіків та 40 385 доларів для жінок. За межею бідності перебувало 4,6 % осіб, у тому числі 0,9 % дітей у віці до 18 років та 7,9 % осіб у віці 65 років та старших.
Цивільне працевлаштоване населення становило 2211 осіб. Основні галузі зайнятості: освіта, охорона здоров'я та соціальна допомога — 26,9 %, виробництво — 19,5 %, роздрібна торгівля — 15,4 %.